# João Caramez
João Carlos Caramez (Itapevi, 29 de junho de 1951) é um professor e político brasileiro.
Filho de Rubens Caramez, primeiro prefeito de Itapevi, e de Anunciata Belli Caramez. É casado com a também ex-prefeita de Itapevi, Dalvani Caramez.